# André Declerck
André Declerck (Koekelare, 27 de agosto de 1919 - Roeselare, 13 de septiembre de 1967) es un antiguo ciclista belga. Fue profesional de 1940 a 1954.

## Palmarés
| 1939 - Gante-Wevelgem 1943 - 1º en A Travers Paris - 1º en Eine - 1º en Elfstedenronde - 1º en Torhout 1945 - 1º en Jabbeke - 1º en Oostrozebeke 1947 - 1º en Oostende - 1º en Wakken 1948 - 2 etapas de la Vuelta a Bélgica - 1º en Aartrijke 1949 - Circuit Het Volk - 1 etapa de la Vuelta a Bélgica - Bruselas-Moorslede - Ransart-Beaumont-Ransart - Premio Nacional de Clausura - 2 etapas de la Vuelta a Marruecos | 1950 - Circuit Het Volk - 1º en Berlaar - 1º en Deinze - 1º en Ieper - 1º en Koekelare - 1º en Sint-Genesius-Rode - 1º en Staden - 1º en Vichte 1951 - Kuurne-Bruselas-Kuurne 1952 - 1 etapa de la Vuelta a Marruecos 1953 - 1º en la Omloop Mandel-Leie-Schelde |

### Clásicas, Campeonatos y JJ. OO.
| Carrera                | Carrera                | 1938 | 1939 |     | 1942 | 1943 | 1944 | 1945 | 1946 | 1947 | 1948 | 1949 | 1950 | 1951 | 1952 | 1953 | 1954 |
| ---------------------- | ---------------------- | ---- | ---- | --- | ---- | ---- | ---- | ---- | ---- | ---- | ---- | ---- | ---- | ---- | ---- | ---- | ---- |
| Omloop Het Nieuwsblad  | Omloop Het Nieuwsblad  | —    | —    | —   | —    | —    | —    | —    | —    | 18.º | 1.º  | 1.º  | 5.º  | 3.º  | —    | —    |      |
| Kuurne-Bruselas-Kuurne | Kuurne-Bruselas-Kuurne | —    | —    | —   | —    | —    | —    | —    | —    | —    | —    | 3.º  | 1.º  | —    | —    | —    |      |
|                        | Milan San Remo         | —    | —    | —   | —    | —    | —    | —    | —    | —    | —    | —    | —    | 24.º | —    | —    |      |
| Gante-Wevelgem         | Gante-Wevelgem         | —    | 1.º  | —   | —    | —    | 3.º  | —    | —    | —    | 2.º  | 3.º  | —    | 16.º | —    | —    |      |
|                        | Tour de Flandes        | —    | —    | 6.º | —    | —    | —    | —    | —    | —    | 6.º  | —    | 9.º  | —    | —    | —    |      |
| Scheldeprijs           | Scheldeprijs           | —    | —    | —   | —    | —    | —    | —    | —    | —    | —    | 13.º | —    | —    | —    | —    |      |
|                        | París-Roubaix          | —    | —    | —   | —    | 42.º | —    | 13.º | —    | 41.º | 6.º  | 7.º  | 4.º  | 20.º | —    | —    |      |
| Flecha Valona          | Flecha Valona          | —    | —    | —   | —    | —    | —    | 12.º | —    | 37.º | —    | 22.º | 21.º | —    | —    | —    |      |
|                        | Lieja-Bastoña-Lieja    | —    | —    | —   | 9.º  | —    | —    | —    | —    | —    | —    | 5.º  | —    | 52.º | —    | —    |      |